# Fountainea sosippus
Espèce
Fountainea sosippus  est un insecte lépidoptère de la famille des Nymphalidae et de la sous-famille des Charaxinae et du genre Fountainea.

## Dénomination
Fountainea sosippus a été décrit par Carl Heinrich Hopffer en 1874 sous le nom initial de Paphia sosippus.
Synonymes : Paphia rutilans Butler, 1875; Anaea strymon Weymer, 1890; Anaea sosippus.

## Description
Fountainea sosippus est un papillon d'une envergure de 50 mm à 55 mm, aux ailes antérieures à bord costal bossu, apex anguleux et bord externe très légèrement concave.
Le dessus est de couleur marron cuivré avec aux ailes antérieure une bande marron de la moitié du bord costal à la moitié du bord externe qui rejoint une bande marron qui borde le bord externe et englobe l'apex.
Le revers est beige marbré et mime une feuille morte.

## Écologie et distribution
Fountainea sosippus est présent en Équateur et au Pérou,.

### Protection
Pas de statut de protection particulier.